# Ust-Luga
Ust-Luga (russisch Усть-Луга, finnisch Laukaansuu) ist eine ländliche Siedlung (possjolok) mit 2173 Einwohnern (Berechnung 2007) in Russland. Sie liegt bei der Mündung des Flusses Luga in die Lugabucht der Ostsee, unweit der Grenze zu Estland. Der Name leitet sich vom russischen Wort ustje für Mündung ab.

## Geographie
Ust-Luga zählt zur Rajon Kingissepp der Oblast Leningrad und befindet sich etwa 100 km westlich von Sankt Petersburg. Die Siedlung ist Sitz der Landgemeinde Ust-Luschskoje selskoje posselenije, zu der neben Ust-Luga noch die zehn Dörfer Gakkowo, Kaibolowo, Kirjamo, Konnowo, Krakolje, Lipowo, Luschizy, Meschniki, Tiskolowo und Wybje sowie die drei Siedlungen Kurgolowo, Preobraschenka sowie bei der Bahnstation Ust-Luga gehören. Die Gesamteinwohnerzahl der Gemeinde beträgt 2835 (1. Januar 2024).

## Geschichte
Der Ort wurde erstmals 1676 auf einer schwedischen Karte von 1676 als Ostroff Hoff, von russisch Ostrow („Insel“) erwähnt. Dieser Name war bis in das 20. Jahrhundert in Gebrauch. Im 19. Jahrhundert wurde das Dorf als ischorische Siedlung mit dem ischorischen/finnischen Namen Laukaansuu erwähnt.

## Wirtschaft
Bei Ust-Luga liegt der gleichnamige wichtige und meist eisfreie Seehafen, unter anderem mit einer Fährverbindung für Eisenbahn-, Auto- und Personenverkehr zwischen dem russischen Kernland, der Oblast Kaliningrad (Fährterminal Baltijsk); als deutsche Häfen werden regelmäßig Kiel und seit dem achten Juni 2012 auch der Fährhafen Sassnitz auf Rügen angelaufen.
Seit 2011 ist ein von NCC und Eurogate errichtetes Containerterminal in Betrieb. Seit 2012 ist ein Exportterminal für bis zu 28 Millionen Barrel Rohöl fertig. Dieser Hafenneubau soll Ladung von dem Hafen in Tallinn in Estland abziehen.
Bis 2024 werden neue Seeterminals für den Umschlag von Mineraldüngern, Kohle, Getreide und Stückgut mit einem Gesamtgewicht von fast 42 Millionen Tonnen errichtet.
Der Hafen kann Schiffe bis zu einem Tiefgang von 16 m aufnehmen und daher deutlich größere Schiffe abfertigen als die konkurrierenden Häfen Riga oder Klaipėda.

### Rosterminalugol
Der russische Hafenbetreiber Rosterminalugol OAO hat seinen Sitz in Ust-Luga und betreibt hier eines der größten Kohleterminals Russlands. Laut Eigenangaben wurden im Jahr 2016 18,1 Millionen Tonnen Kohle umgeschlagen.